# Keiko Higuchi
Keiko Higuchi (樋口 恵子, Higuchi Keiko, née le 4 mai 1932) est une journaliste et écrivaine japonaise. Elle enseigne à l'université de Tokyo Kasei.
Elle est surtout connue pour son action pour la cause féministe. Elle est membre du WABAS (Women's Association for the Better Aging Society).
Diplômée de la faculté de lettres de l'université de Tokyo en 1956, elle étudie le journalisme. Elle travaille ensuite respectivement pour Jiji Press, Gakken et Canon. Depuis 1971, elle travaille en indépendante dans l'écriture.
Elle se présente en 2004 en tant que candidate indépendante pour le poste de gouverneur de Tokyo, sans succès.